# Alfesmutter
Alfesmutter (Maluridae) er en familie af spurvefugle, som lever i Australien og Ny Guinea. Familien indeholder 3 grupper: Alfesmutter, emusmutter og græssmutter. Mange af fuglene i denne familie har ikke danske navne og vil derfor stå alene under deres latinske navn.

## Klassifikation
Familie: Maluridae
- Underfamilie: Malurinae, 
  - Tribus: Alfesmutter 
    - Slægt: Clytomyias
      - Brun alfesmutte, Clytomyias insignis

    - Slægt: Sipodotus
      - Brunrygget alfesmutte, Sipodotus wallacii

    - Slægt: Malurus
      - Purpurkronet alfesmutte, Malurus coronatus
      - Sortstrubet alfesmutte, Malurus cyaneus
      - Pragtalfesmutte, Malurus splendens
      - Alfesmutte, Malurus lamberti
      - Cape York-alfesmutte, Malurus amabilis
      - Blåbrystet alfesmutte, Malurus pulcherrimus
      - Rødvinget alfesmutte, Malurus elegans
      - Hvidvinget alfesmutte, Malurus leucopterus
      - Rødrygget alfesmutte, Malurus melanocephalus

  - Tribus: Emusmutter Stipiturini
    - Slægt: Stipiturus
      - Sydlig emusmutte, Stipiturus malachurus
      - Mallee emusmutte, Stipiturus mallee
      - Eyre emusmutte, Stipiturus ruficeps
- Underfamilie: Græssmutter Amytornithinae
  - Slægt: Amytornis
    - Skæggræssmutte Amytornis barbatus
    - Kimberleygræssmutte, Amytornis housei
    - Hvidstrubet græssmutte, Amytornis woodwardi
    - Rødvinget græssmutte, Amytornis dorotheae
    - Stribet græssmutte, Amytornis striatus
    - Amytornis merrotsyi
    - Ørkengræssmutte, Amytornis goyderi
    - Brun græssmutte, Amytornis textilis
    - Rødbrun græssmutte, Amytornis purnelli
    - Amytornis ballarae